# Hårigt kärleksgräs
Hårigt kärleksgräs (Eragrostis pilosa) är en gräsart som först beskrevs av Carl von Linné och som fick sitt nu gällande namn av Ambroise Marie François Joseph Palisot de Beauvois.
Hårigt kärleksgräs ingår i släktet kärleksgräs och familjen gräs. Arten förekommer tillfälligt i Sverige, men reproducerar sig inte.

## Underarter
Arten delas in i följande underarter:
- Eragrostis pilosa subspontanea
- Eragrostis pilosa perplexa

## Bildgalleri

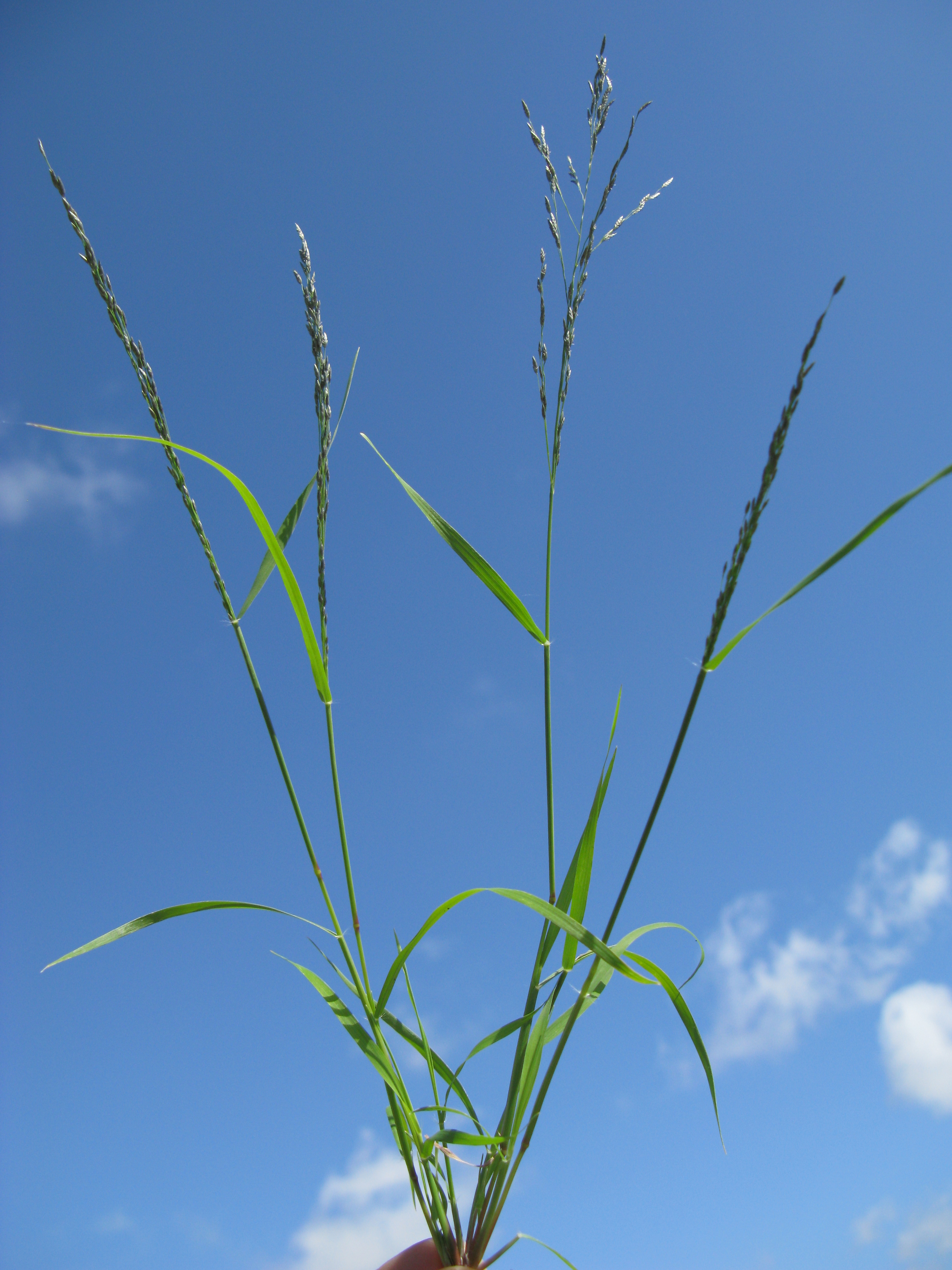
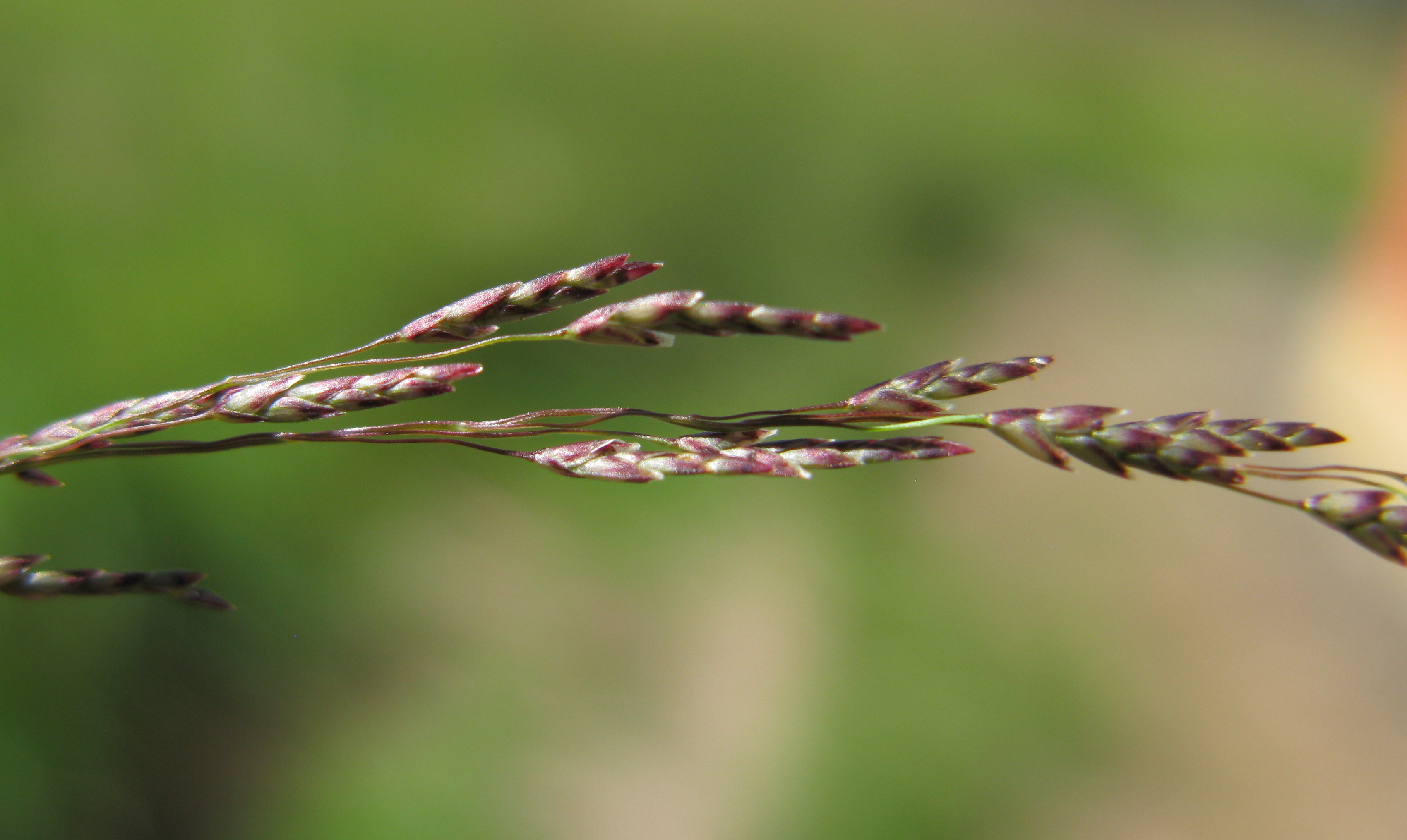
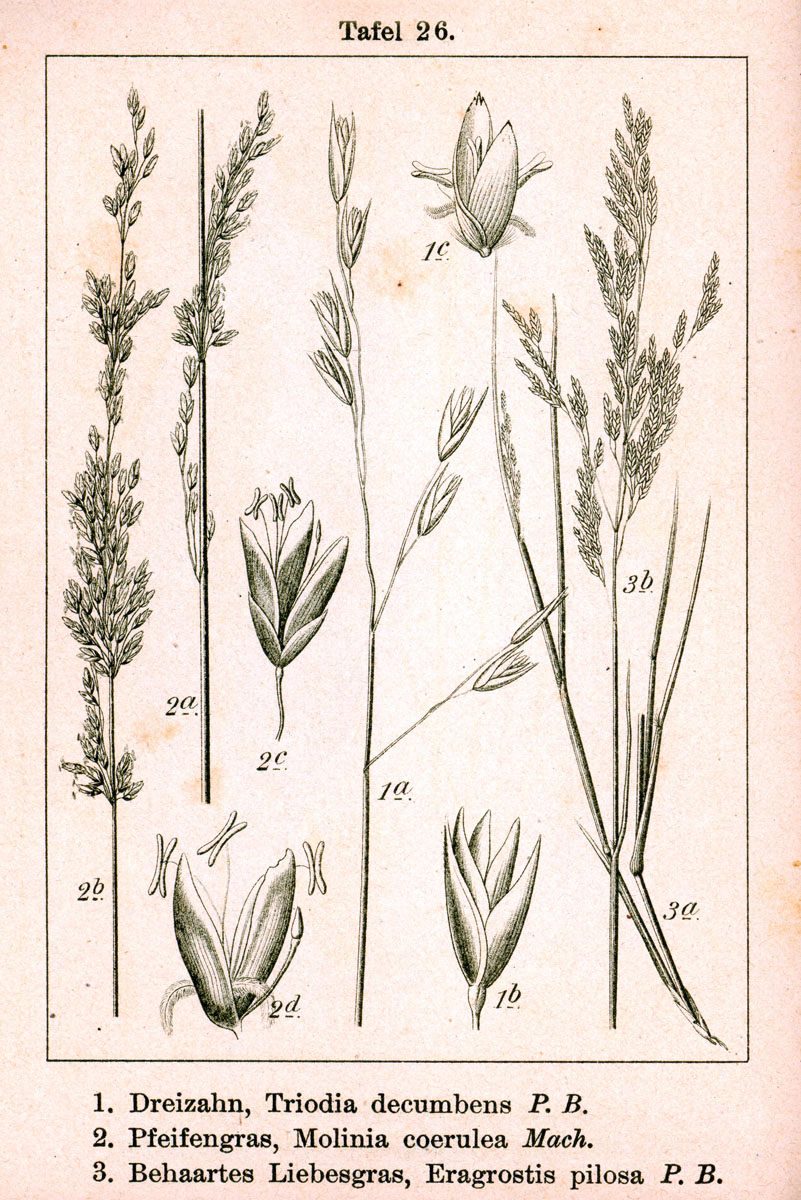